# 福田口岸駅
福田口岸駅（ふくでんこうがん-えき）は中華人民共和国深圳市福田区に位置する深圳地下鉄4号線（竜華線）の駅。

## 歴史
- 2007年6月28日 - 皇崗駅として開業。
- 2008年8月15日 - 福田口岸駅と改称。

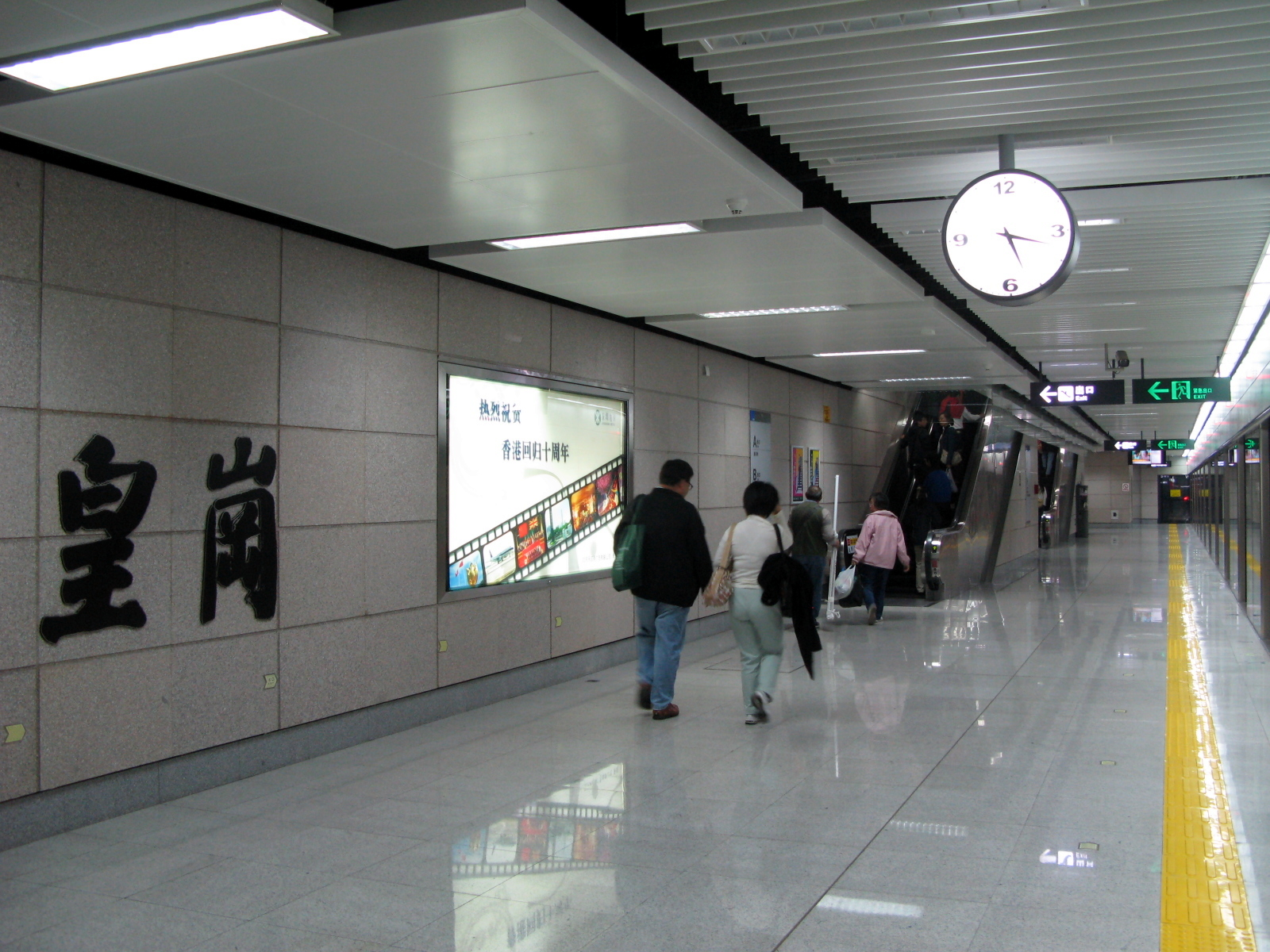
改称前の皇崗駅ホーム

## 駅構造

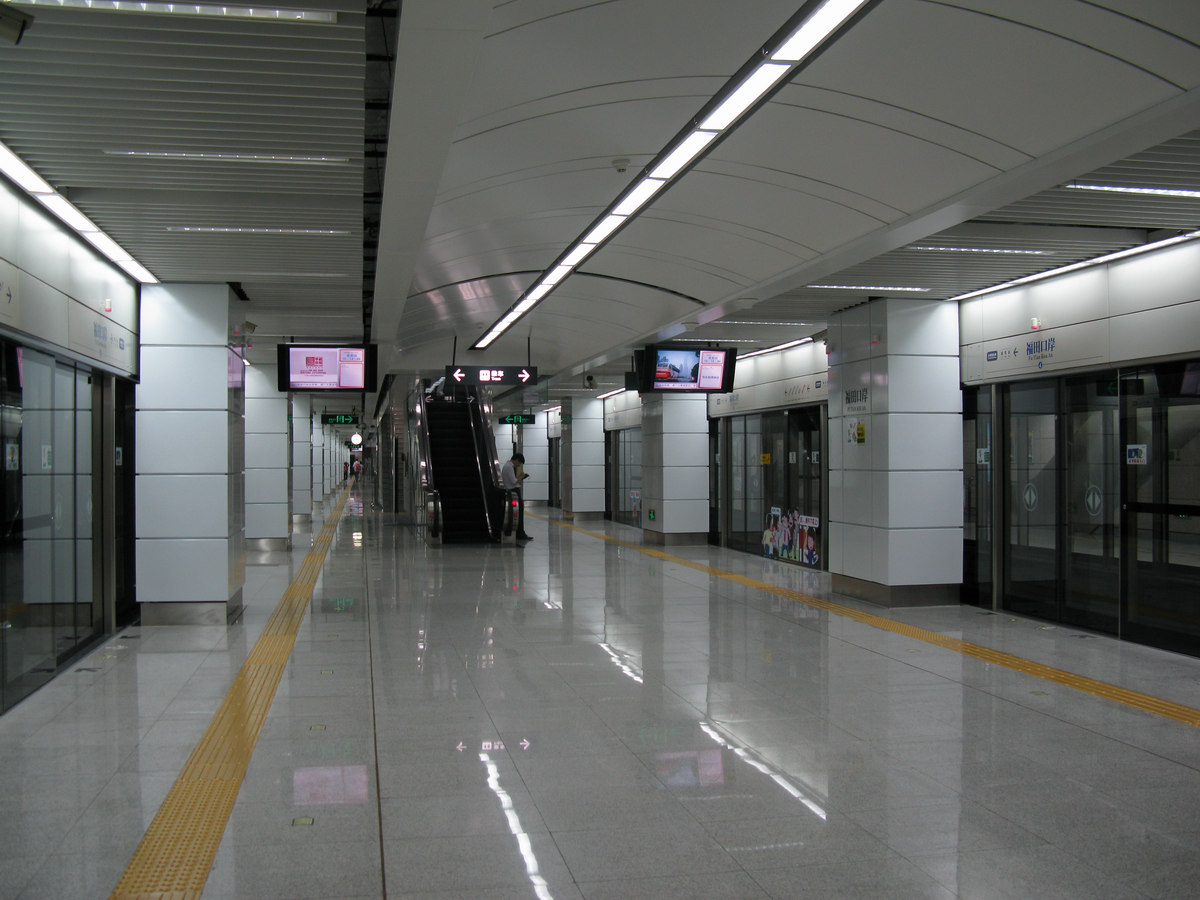
ホーム

島式・相対式ホーム3面2線の地下駅。乗降分離がなされており、中央のホームが乗車ホームである。
香港側では落馬洲駅の利用を促すため、福田口岸駅のコンコースに香港の外で唯一の地鉄特恵駅が設けられている。成人用の八達通を読み取り機にタッチして、同日中に落馬洲駅へ入場することで運賃から3香港ドルが割引される。

### のりば
| のりば | 路線             | 行先       |
| ------ | ---------------- | ---------- |
| 1      | ■4号線（竜華線） | 降車ホーム |
| 2      | ■4号線（竜華線） | 清湖方面   |
| 3      | ■4号線（竜華線） | 清湖方面   |
| 4      | ■4号線（竜華線） | 降車ホーム |

## 駅周辺

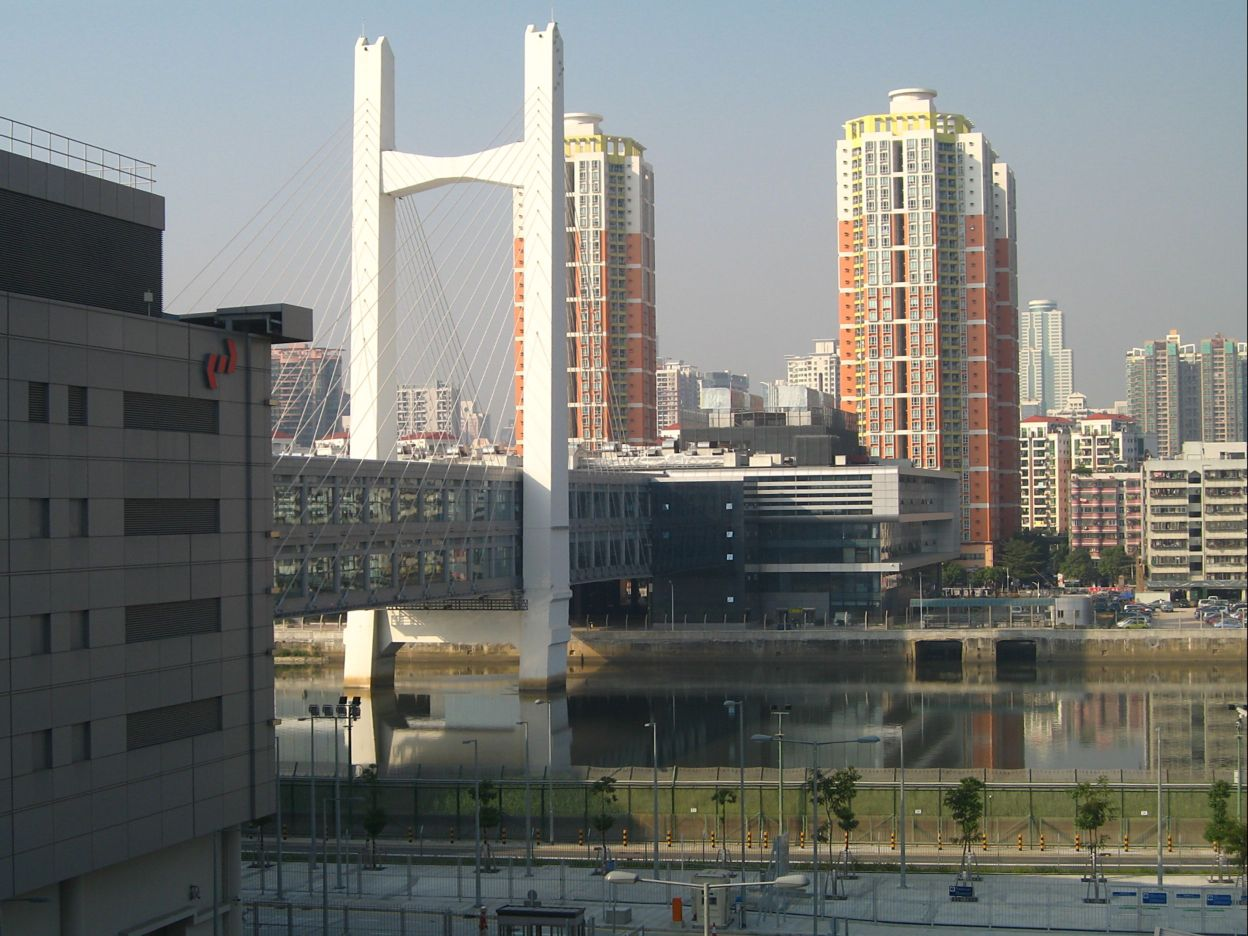
香港と連絡する福田出入境口
_{手前が港鉄東鉄線落馬洲駅舎。川の向こうが深圳}

- 福田口岸
- 香港落馬洲駅（港鉄東鉄線）

## 隣の駅
深圳地下鉄
■4号線（竜華線）
福民駅 - 福田口岸駅